# Toblerone

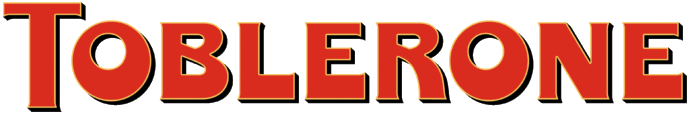
Logotyp marki

Toblerone – marka szwajcarskiej czekolady powstała w 1908 r. Jej twórcą jest Theodor Tobler oraz Emil Baumann. Od 1990 roku marka należy do koncernu Mondelēz International. Czekoladę tej marki wyróżnia charakterystyczny trójkątny kształt kostek.

## Historia

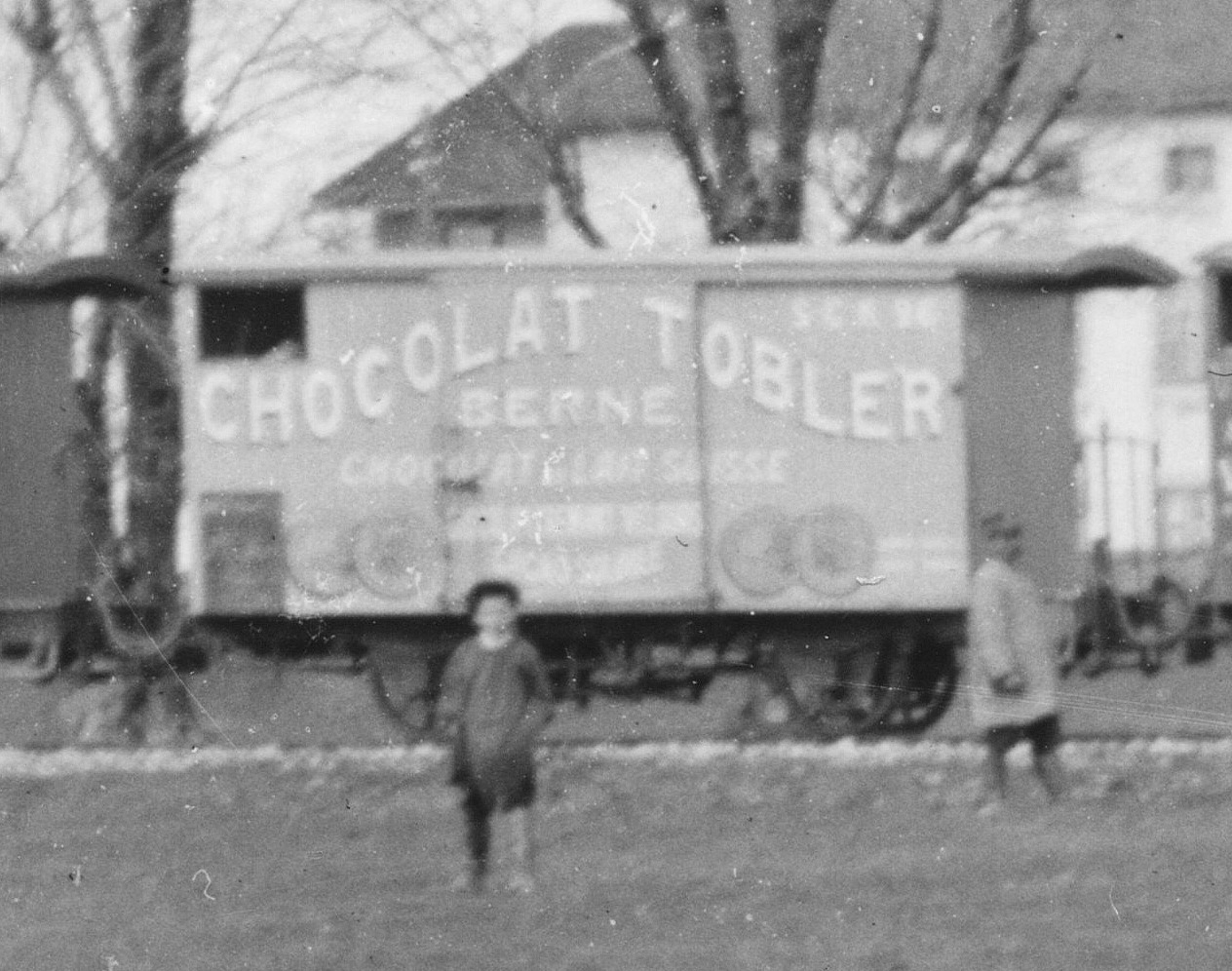
Wagon kolejowy używany w fabryce Toblera w Bernie na początku XX wieku.

Toblerone została stworzona w 1908 r. przez Theodora Toblera (1876–1941) w Bernie, w Szwajcarii. Theodor Tobler, wraz ze swoim kuzynem Emilem Baumannem przyrządzili specjalną mleczną czekoladę z nugatem miodowo-migdałowym. Nazwa marki pochodzi z połączenia nazwiska jej głównego twórcy Theodora Toblera, oraz włoskiego słowa torrone oznaczającego rodzaj nugatu miodowo-migdałowego. Czekolada miała obecny, charakterystyczny, podłużny kształt z trójkątnymi kostkami.
Theodor Tobler złożył wniosek patentowy dla sposobu przyrządzania Toblerone w 1909 r. w Bernie. W tym samym roku została również urzędowo zarejestrowana marka „Toblerone”.
Od założenia Toblerone przedsiębiorstwo należało do rodziny Tobler. W 1970 r. zostało połączone z ówczesnym właścicielem Milki, firmą Suchard, tworząc jednocześnie koncern Interfood. W 1982 połączyła się po raz kolejny, tym razem z producentem kawy Jacobs, tworząc Jacobs Suchard. Mondelēz International (wówczas Kraft Foods) przejął w 1990 r. większość Jacobs Suchard wraz z Toblerone.
Od 1970 w logotypie produktu znajduje się ilustracja szczytu Matterhorn mająca wkomponowaną postać niedźwiedzia nawiązująca symbolicznie do rodzimego miasta Berna, w którego herbie również jest niedźwiedź.
Czekolada jest produkowana jedynie w Bernie w Szwajcarii (stan na lipiec 2023). W 2022 ogłoszono plany rozpoczęcia części produkcji w fabryce pod Bratysławą na Słowacji od końca 2023. Ze względu na prawną ochronę oznaczenia geograficznego odnoszącego się do Szwajcarii, w związku z planem przeniesienia produkcji poza granice tego kraju, Mondelēz zapowiedział usunięcie bezpośrednich odesłań do Szwajcarii z logotypu oraz oznaczeń na opakowaniach.

## Opis

### Wartości odżywcze
Tabela wartości odżywczych dla klasycznej wersji wykonanej z mlecznej czekolady z nugatem miodowo-migdałowym.
*-  oznacza referencyjną wartość spożycia (RWS) dla przeciętnej dorosłej osoby (8400 kJ/2000 kcal).
25 gramów odpowiada trzem trójkątom. Opakowanie 100 g zawiera 12 trójkątów. 
| Wartość odżywcza                | 100 g              | 25 g              | %*/25 g |
| ------------------------------- | ------------------ | ----------------- | ------- |
| Wartość energetyczna            | 2235 kJ / 535 kcal | 559 kJ / 134 kcal | 7%      |
| Tłuszcz                         | 29,5 g             | 7,4 g             | 11%     |
| w tym kwasy tłuszczowe nasycone | 18,0 g             | 4,5 g             | 23%     |
| Węglowodany                     | 60,5 g             | 15,0 g            | 6%      |
| w tym cukry                     | 59,5 g             | 15,0 g            | 17%     |
| Błonnik                         | 2,2 g              | 0,6 g             | -       |
| Białko                          | 5,6 g              | 1,4 g             | 3%      |
| Sól                             | 0,15 g             | 0,04 g            | 1%      |

### Warianty

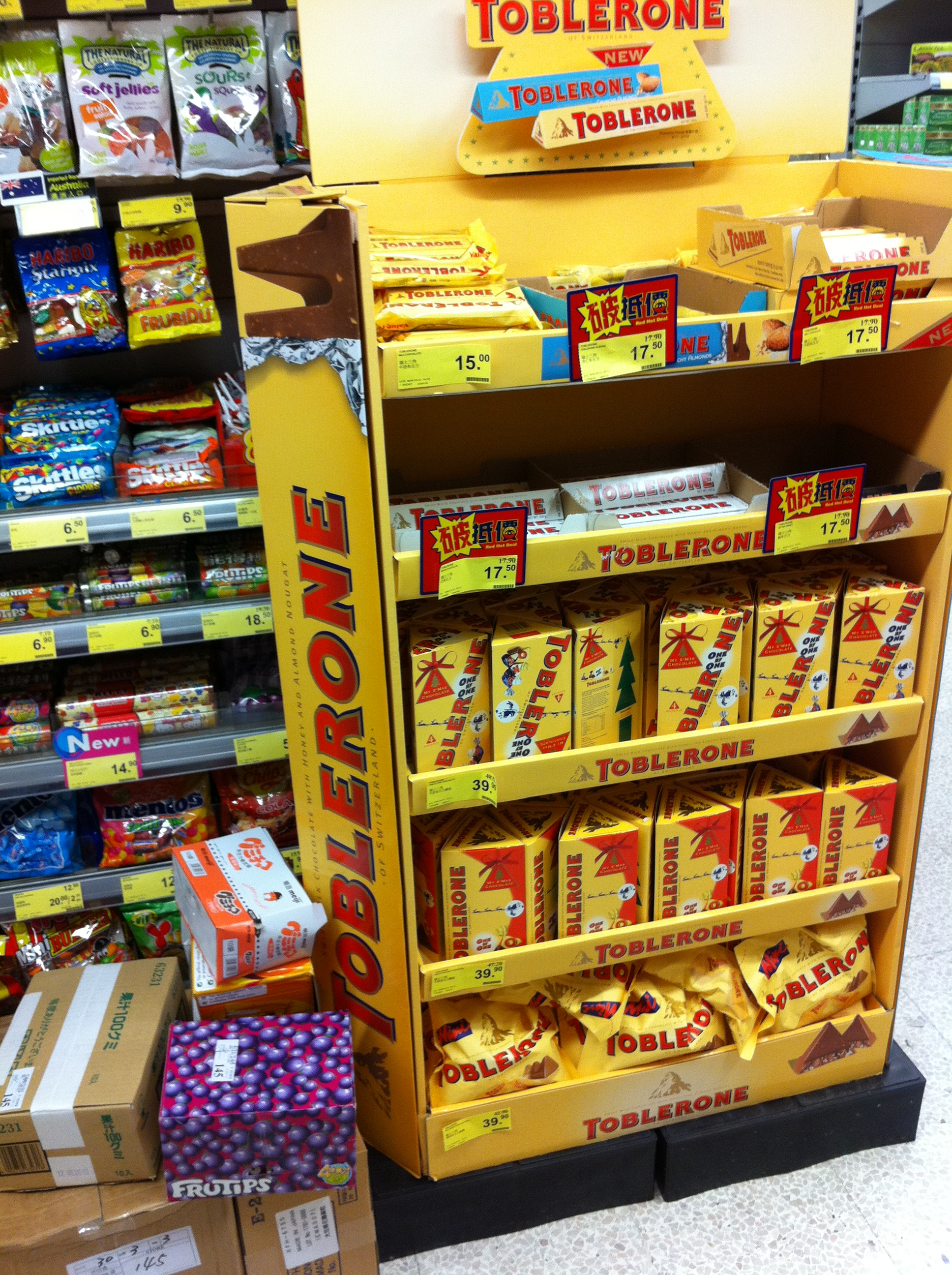
Stoisko z produktami marki Toblerone w sklepie

Długość tabliczki wynosi od dziesięciu centymetrów do jednego metra, z zachowaniem wszystkich innych proporcji jak np. szerokość czy wysokość. Wielkość czekolady oraz liczba szczytów Toblerone dla poszczególnych parametrów:
| Wielkość | Mini | 35 g | 50 g | 75 g | 100 g | 200 g | 400 g | 750 g | 4.5 kg |
| Trójkąty | 3    | 8    | 11   | 11   | 12    | 15    | 15    | 17    | 12     |

Czekolada ma wiele odmian, m.in.:
- Toblerone Milk. Mleczna czekolada z nugatem miodowo-migdałowym. Najpopularniejsza. Opakowanie koloru złotego.
- Toblerone Dark. Gorzka czekolada z nugatem miodowo-migdałowym. Opakowanie koloru zazwyczaj czarnego lecz również zielonego
- Toblerone White. Biała czekolada z nugatem miodowo-migdałowym. Białe opakowanie.
- Toblerone Snowtop. Wersja z czubkami trójkątów wykonanymi z białej czekolady oraz niżej z czekolady mlecznej z nugatem miodowo-migdałowym.
- Toblerone Fruit and Nut. Powstała w 2007 r. wersja z nugatem miodowo-migdałowym oraz rodzynkami. Opakowanie w kolorze fioletowym.
- Toblerone Honeycomb. Mleczna czekolada z nugatem miodowo-migdałowym oraz miodem.
- Toblerone Filled editions. Mleczna czekolada z nadzieniem w postaci białej czekolady. Pudełeczko koloru niebieskiego

## Trójwymiarowy znak towarowy
Charakterystyczny kształt czekoladek Toblerone jest chroniony prawem jako trójwymiarowy znak towarowy w Unii Europejskiej. Posiadanie zastrzeżonego trójwymiarowego znaku towarowego na charakterystyczny kształt czekoladek daje tej marce wyłączne prawo do wykorzystywania go. Taki monopol na wygląd produktu jest teoretycznie nieograniczony w czasie, pod warunkiem że ochrona znaku towarowego jest odnawiana co dziesięć lat.